# Escape From Domination
Escape From Domination är ett musikalbum av Moon Martin som släpptes 1979 på Capitol Records.

## Låtlista
1. I've Got a Reason
2. She Made a Fool of You
3. Dreamer
4. Gun Shy
5. Hot House Baby
6. The Feeling's Right
7. Rolene
8. No Chance
9. Dangerous
10. Bootleg Woman

## Producerades av
Craig Leon & Moon Martin

## Medverkande
- Moon Martin - Sång, gitarr
- Jude Cole - Gitarr, sång
- Dennis Croy - Bas
- Rick Croy - Trummor
- Craig Leon - Keyboards
- Rob Stoner - Bas
- Howie Wyeth - Trummor